# 十万错
十万错（学名：Asystasia chalnoides）为爵床科十万错属下的一个种。

## 扩展阅读
- 維基物種上的相關：十万错